# 진용각류
진용각류(眞龍脚類, Eusauropoda)는 용각하목 하위의 분류군으로, 쥐라기 초기부터 백악기 후기까지 서식했다. 처음 분류된 것은 1995년이다.

## 분류
1995년에 Paul Upchurch는 불카노돈과 같은 초기의 용각류보다 후기의 티타노사우루스류에 계통상 더 가까운 속들을 진용각류로 분류했다.